# Histoire de l'aide juridique au Nouveau-Brunswick
 (avril 2024).
La mise en forme du texte ne suit pas les recommandations de Wikipédia : il faut le « wikifier ».
Les points d'amélioration suivants sont les cas les plus fréquents :
- Les titres sont pré-formatés par le logiciel. Ils ne sont ni en capitales, ni en gras.
- Le texte ne doit pas être écrit en capitales (les noms de famille non plus), ni en gras, ni en italique, ni en « petit »…
- Le gras n'est utilisé que pour surligner le titre de l'article dans l'introduction, une seule fois.
- L'italique est rarement utilisé : mots en langue étrangère, titres d'œuvres, noms de bateaux, etc.
- Les citations ne sont pas en italique mais en corps de texte normal. Elles sont entourées par des guillemets français : « et ».
- Les listes à puces sont à éviter, des paragraphes rédigés étant largement préférés. Les tableaux sont à réserver à la présentation de données structurées (résultats, etc.).
- Les appels de note de bas de page (petits chiffres en exposant, introduits par l'outil «  Source ») sont à placer entre la fin de phrase et le point final[comme ça].
- Les liens internes (vers d'autres articles de Wikipédia) sont à choisir avec parcimonie. Créez des liens vers des articles approfondissant le sujet. Les termes génériques sans rapport avec le sujet sont à éviter, ainsi que les répétitions de liens vers un même terme.
- Les liens externes sont à placer uniquement dans une section « Liens externes », à la fin de l'article. Ces liens sont à choisir avec parcimonie suivant les règles définies. Si un lien sert de source à l'article, son insertion dans le texte est à faire par les notes de bas de page.
- La présentation des références doit suivre les conventions bibliographiques. Il est recommandé d'utiliser les modèles {{Ouvrage}}, {{Chapitre}}, {{Article}}, {{Lien web}} et/ou {{Bibliographie}}. Le mode d'édition visuel peut mettre en forme automatiquement les références.
- Insérer une infobox (cadre d'informations à droite) n'est pas obligatoire pour parachever la mise en page.

Pour une aide détaillée, merci de consulter Aide:Wikification.
Si vous pensez que ces points ont été résolus, vous pouvez retirer ce bandeau et améliorer la mise en forme d'un autre article.
 (avril 2024).
L'aide juridique au Nouveau-Brunswick est un système conçu pour assurer que toutes les personnes, quelle que soit leur situation financière, aient accès à une représentation juridique adéquate. Avant l'adoption de la Loi sur l'aide juridique en 1973, cette assistance était principalement assurée par des avocats bénévoles ou par le biais d'ententes spéciales avec les tribunaux, souvent rémunérées par le ministère de la Justice. La promulgation de cette loi a marqué un changement vers un système plus structuré et organisé, visant à garantir que toute personne dans le besoin puisse bénéficier d'une représentation juridique adéquate. Au fil des décennies, ce système a été amélioré pour élargir sa portée, intégrant des services en matière familiale et pénale, ainsi que la création de cliniques d'aide juridique.

## Contexte national de l’aide juridique

### Crise économique et premières mesures d’aide juridique (1920-1923)
À partir de l’année 1920, le Canada a subi une grande crise économique qui a induit un taux élevé de chômage. En conséquence, la pauvreté a augmenté de plus en plus, forçant les gens à demander pour de l’assistance sociale. Avant 1923, il n’existait aucune autorité législative au Canada pour fournir une assistance juridique dans les affaires criminelles ou civiles. Les personnes pauvres qui se présentaient en Cour étaient cependant exemptées de payer les frais habituels de la Cour. En 1923, le Code criminel du Canada a été modifié pour fournir l’aide juridique à toutes les personnes nécessitantes lorsqu’il introduisait une procédure d’appel devant une juridiction supérieure. Cependant, cette aide juridique était accordée à la discrétion du juge ou du tribunal si cela était important pour l’intérêt de la justice. Toutefois, cette aide était réservée uniquement aux personnes qui ne disposaient pas des ressources suffisantes pour financer leur appel. Ce système éprouvait plusieurs défis ; en conséquence, il n’était pas un système efficace d’aide juridique et était rarement utilisé.

### Création de systèmes judiciaires de l’aide Juridique
L’histoire de l’aide juridique au Canada a commencé en 1967, lorsque l’Ontario Legal Aid Plan a obtenu un financement par le gouvernement de l’Ontario. Ceci a permis à Ontario Legal Aid Plan d’être la première province à aborder le système judicare qui paye les avocats en pratique privée à donner des services d’aide juridique en civile et en criminel.

### Méthode de délivrance de l’aide juridique en 1996-1997
L’aide juridique est délivrée de différentes manières au Canada au cours des années. L’aide juridique est soit délivrée par les avocats en pratique privée qui obtiennent des certificats pour fournir l’aide juridique, un avocat salarié employé directement par le plan d’aide juridique ou un système mixte qui utilise à la fois un avocat salarié et des avocats de la pratique privée. Entre 1996 à 1997, il y’avait 12 plans d’aide juridique, un dans chaque province et territoire. Au courant des années, la Nouvelle-Écosse, la Terre-Neuve, Yukon et la Saskatchewan utilisaient le système d’avocat salarié pour fournir l’aide juridique. Tandis que les provinces telles que le Nouveau-Brunswick, le Manitoba, l’Alberta et les Territoires du Nord-Ouest utilisaient le système de certificats d’avocats privés. Les autres provinces telles que le Québec, l’Ontario et la Colombie-Britannique utilisaient un système mixte : avocat salarié et avocats de la pratique privée .

## L’aide juridique au Nouveau-Brunswick

### Avant 1973: Précurseurs de l’Aide Juridique
La loi sur l’aide juridique du Nouveau-Brunswick est officiellement rentrée en vigueur le 9 janvier 1973. Avant son entrée en vigueur, l’aide juridique était fournie par des membres du barreau qui acceptaient d’être bénévoles ou fournissaient le service d’aide juridique en vertu d’ententes spéciales avec les tribunaux et rémunérée par le ministère de la Justice. L’aide juridique était également fournie de manière restreinte en vertu du Poor Prisoners Defence Act. Certains avocats bénévoles fournissaient également des services d’aide juridique par l’entremise d’initiatives privées, par exemple à Saint-Jean ou à la faculté de droit de l’Université du Nouveau-Brunswick. En 1967, la section du Nouveau-Brunswick de l’Association du Barreau canadien a demandé au Ministère de la Justice de mettre en place un service d’aide juridique tel qu’avait fait l’Ontario. Le Ministère de la Justice visait à fournir une aide juridique en matière pénale et civile, établir des systèmes d’avocat permanent d’aide juridique, et appliquer le principe d’une justice égale pour tous, basée sur les besoins plutôt que sur les moyens financiers tels que conçus par l’Ontario Joint Committee on Legal Aid. Les bénéficiaires étaient également tenus de contribuer selon leurs moyens aux frais de l’instance.

### Établissement d’un cadre légal des services d’aide juridique (1973-2000)
Au Nouveau-Brunswick, il y a l’aide juridique en matière criminelle et civile. Initialement, l’aide juridique en matière criminelle était fournie par l’Aide juridique Nouveau-Brunswick et est administrée par le Barreau du Nouveau-Brunswick. Tandis que l’aide juridique en matière familiale est administrée par le ministère de la Justice. Dans la loi sur l’aide juridique qui est entrée en vigueur en 1973, l’aide juridique en matière civile n’était pas incluse, en raison du budget économique. En effet, entre 1988 à 1989, il n’y avait pas de service d’aide juridique en matière civile dans la province. Un système d’aide juridique en matière familiale a été établi seulement quand la Fondation pour l’avancement du droit a donné des fonds au Barreau du Nouveau-Brunswick pour y mettre en place un système d’aide juridique en matière familiale. Ceci a permis de mettre en place un système d’aide juridique en matière familiale, mais de manière très limitée. En 1989, l’appui financier du gouvernement fédéral a permis d’établir le dispositif en vigueur en 1993 qui permet l’obtention de services d’aide juridique en civile concernant les affaires familiales. L’émission de ces services se fait à la base d’avocat salarié/permanent, mais également avec le système judicare pour éviter les conflits d’intérêts dans certaines circonstances.

### Élargissement et amélioration des services d’aide juridique (1999-2010)
Le service d’aide juridique en matière familiale a été marqué par la décision du Nouveau-Brunswick (Ministre de la Santé et des Services communautaires) c. G.(J.) qui a été rendue en 1999. Initialement, le service d’aide juridique en matière familiale se basait principalement sur les besoins des individus qui ont subi de la violence dans leurs relations intimes, offrant des services de base d’avocat de l’État aux personnes qualifiées dans les affaires liées à la séparation et au divorce. Dans la décision de J.G, une mère à trois enfants, qui était sur l’assistance sociale, a demandé pour de service de l’aide juridique fourni par l’État. Cependant, il n’y avait aucune provision dans le programme d’aide juridique de la province pour la représentation des parents dans les procédures de protection de l’enfance. La décision G. (J.) a révélé que l’appui provincial pour la représentation juridique dans les cas de protection de l’enfance était insuffisant et ne respectait pas les standards de l’article 7 de la Charte, qui protège la sécurité des personnes. Cette décision a mis en lumière les déséquilibres de pouvoir dans les affaires de bien-être des enfants et a exigé que les juges déterminent, pour chaque cas, si un avocat financé par l’État est nécessaire pour assurer un procès équitable.
En 2001, l’aide juridique en matière civile a subi une expansion avec l’intégration du programme d’aide juridique du droit de la famille, qui était précédemment géré par le ministère de la Justice. Initialement, les services étaient fournis par un groupe d’avocats salariés du domaine du droit de la famille qui faisait appel aux avocats de la pratique privée dans certaines circonstances. À la suite de l’incorporation de l’aide juridique en matière familiale, la prestation des services se faisait par mélange d’avocats salariés et privés. Trois ans plus tard, en 2003, il y a eu l’élargissement de l’aide juridique avec l’intégration de conseillers juridiques en matière pénale au personnel d’avocats déjà en place en matière familiale grâce à un fonds d’investissement créé par le département fédéral de la justice. En 2005, la Loi modifiant la Loi sur l’aide juridique a permis de mettre en place la Commission des services d’aide juridique du Nouveau-Brunswick (CSAJNB). La Commission avait comme objectif d’assurer la fourniture de services d’aide juridique en droit pénal et de la famille aux personnes désavantagées de la province. De 2009 à 2010, le processus d’évaluation initiale pour l’accès à l’aide juridique en matière familiale a été révisé et amélioré, passant sous le contrôle du département de la Justice et des Affaires du consommateur à la Commission des services d’aide juridique du Nouveau-Brunswick (CSAJNB). L’accès du service d’aide juridique a passé au-delà des victimes de violence familiale, et le processus d’évaluation a été modifié pour assurer une uniformité des demandes.

### Extension des services d’aide juridique pour la violence et les divorces (2018-2021)
En 2018, la proclamation de la Loi sur l’intervention en matière de violence a permis aux services en droit de la famille et d’aide juridique en matière familiale d’être élargis pour assurer la prise en charge des cas relevant de la nouvelle réglementation, de même que ceux concernant la propriété familiale dans les réserves et les droits relatifs aux intérêts matrimoniaux. À partir de 2020 à 2021, les services juridiques familiaux ont été complétés par l’inclusion de services conformes aux dispositions de la Loi sur le divorce.

### Type de système d’aide juridique au Nouveau-Brunswick (1971)
Initialement, le Nouveau-Brunswick a adopté le système judiciare au lieu d’un système d’avocat permanent d’aide juridique. Le système judicare est celui qui émet des certificats d’aide juridique aux clients afin qu’ils se trouvent eux-mêmes un avocat. Le système d’avocats permanents d’aide juridique avait été abandonné en raison de conflits d’intérêts potentiels, d’une perte d’équité procédurale liée à la familiarité entre avocats, d’une charge de travail excessive entraînant une routine, d’une stigmatisation croissante des bénéficiaires de l’aide et de la limitation de la pratique du droit pénal à un petit groupe d’avocats salariés. Cependant, le programme d’aide juridique en matière civile en droit de la famille se donnait toujours par l’entremise d’avocats salariés/permanents, mais également par le système judicare dans les circonstances où il y a conflit d’intérêts.

## L’émergence des cliniques d’aide juridique au Nouveau-Brunswick (1970-1977)

### Saint John Legal Aid Inc: Création du premier système d’aide Juridique (1970)
L’évolution de l’aide juridique civile au Nouveau-Brunswick a principalement été caractérisée par des défis financiers et un contrôle modéré de la part des autorités politiques. En 1970, la ville de Saint John a été la première ville au Nouveau-Brunswick qui a créé un système d’aide juridique. Saint John Legal Aid Inc a été fondé en 1970 en coopération avec une association de locataires de la localité. Au départ, la clinique offrait des consultations deux soirs par semaine avec la participation rotative d’environ vingt-cinq avocats. En 1972, le programme s’est élargi à trois cliniques. Aux premiers temps, les avocats géraient les dossiers jusqu’à leur conclusion de manière bénévole. Cependant, en 1972, des financements obtenus du Programme de Services juridiques communautaires du gouvernement fédéral et des subventions locales ont permis d’embaucher d’un avocat et d’une assistante à temps plein.

### Cliniques juridiques à Fredericton et l’intégration de l’éducation juridique (1972-1977)
À Fredericton, un service d’aide juridique communautaire a vu le jour au début de 1972, à l’aide d’une collaboration entre les plusieurs étudiants de la Faculté de droit de l’Université du Nouveau-Brunswick et douze avocats de Fredericton. Cette collaboration a permis l’ouverture d’une clinique ouverte cinq fois par semaine, opérée par des étudiants en droit et un avocat une soirée par semaine. Initialement, les requêtes étaient redirigées vers des avocats bénévoles pour l’action appropriée. La clinique recevait en moyenne vingt-cinq demandes hebdomadaires, dont un tiers menait à l’ouverture d’un dossier. Une étude basée sur 460 demandes de la clinique a soulevé que plus de cinquante pour cent des appels concernaient le droit de la famille, vingt pour cent traitaient des problèmes entre propriétaires et locataires, des blessures personnelles et des problèmes de dettes-créditeurs, dix pour cent portaient sur des questions de véhicules motorisés et le reste étaient de droit administratif, des questions de bien-être et divers problèmes. En 1975, la clinique de Fredericton a dû fermer ses portes après avoir subi des problèmes de financement.
En 1977, le Service public d’éducation et d’information juridique (SPEIJ-NB) a été incorporé avec l’objectif principal de faciliter l’accès et d’améliorer la disponibilité des informations et service juridique pour le grand public, particulièrement pour les personnes à faible revenu et les groupes juridiques désavantagés. Le Barreau du Nouveau-Brunswick en collaboration avec le SPEIJ-NB a mené un projet afin d’évaluer les besoins juridiques des personnes désavantagées. Le résultat indiquait que les personnes célibataires financièrement désavantagées étaient celles ayant le plus de besoins d’informations juridiques. Ce projet a mené à la création d’une cour intitulée « Clinical Legal Education » ce cours permettait aux étudiants de fournir l’aide juridique à des personnes désavantagées sous la supervision d’un directeur.

### Pro Bono et engagement étudiant (1996)
Une autre façon que l’aide juridique est administrée au Nouveau-Brunswick est par la participation des étudiants dans le programme Pro Bono. Le programme étudiant Pro Bono Canada (EPBC) a été fondé en 1996 à la faculté de droit de l’université de Toronto, il y’a plus de 22 facultés de droit au Canada. Quelques années plus tard, le NB Pro Bono inc. a été créé en 2008 par l’entremise de la Loi sur les compagnies afin de promouvoir l’accès à la justice dans la province en créant des opportunités pour les avocats de fournir des services d’aide juridique aux personnes en besoins de manière gratuite. Initialement, le NB Pro Bono était sous la direction de 4 avocats et avait comme première tâche de rétablir le Wilmot Legal Advice Clinic qui existait précédemment. Ce projet a permis la création du Fredericton Legal Advice Clinic (FLAC). La participation des étudiants bénévoles a été une majeure partie de cette clinique. En fait, le nombre d’étudiants bénévoles de l’Université du Nouveau-Brunswick excédait le nombre de places disponibles à chaque année. De plus, certains étudiants avaient eu des postes d’avocats stagiaires ou un poste de représentant étudiant qui coordonne les bénévoles pour donner suite à leur participation en tant que bénévole dans la clinique. Les étudiants bénévoles devaient avoir une formation sur l’apprentissage préliminaire, de l’éthique professionnelle, de la confidentialité et la gestion des conflits d’intérêts. Les étudiants bénévoles reçoivent des compétences valables tels que la fourniture d’informations juridiques.

## References
1. 1 2  Loi sur l'aide juridique, LRN-B 1973, L-2
2. ↑  Mary P. Reilly, « The Origins and Development of Legal Aid in Ontario » (1988) 8 Windsor YB Access Just 81 à la p 83.
3. 1 2 3  Mary P. Reilly, « The Origins and Development of Legal Aid in Ontario » (1988) 8 Windsor YB Access Just 81 à la p 84.
4. 1 2  Frederick H. Zemans, « Legal Aid and Legal Advice in Canada: An Overview of the Last Decade in Quebec, Saskatchewan and Ontario » (1978) 16:3 Osgoode Hall L J 663
5. ↑  Albert Currie, « Legal Aid Delivery Models in Canada: Past Experience and Future Developments » (2000) 33:2 UBC L Rev 285 à la p.285.
6. ↑  Albert Currie, « Legal Aid Delivery Models in Canada: Past Experience and Future Developments » (2000) 33:2 UBC L Rev 285 à la p.287.
7. 1 2 3  Albert Currie, « Legal Aid Delivery Models in Canada: Past Experience and Future Developments » (2000) 33:2 UBC L Rev 285 à la p.286.
8. ↑  Poor Prisoners' Defence Act, SNB 1943, c 36.
9. 1 2  Ministère de la justice et l’Association des avocats du Nouveau-Brunswick, L’aide juridique au Nouveau-Brunswick : une évaluation empirique (rapport), par James C. Hathaway et C. James Richardson, décembre 1982 à la p 4.
10. ↑  Ministère de la justice et l’Association des avocats du Nouveau-Brunswick, L’aide juridique au Nouveau-Brunswick : une évaluation empirique (rapport), par James C. Hathaway et C. James Richardson, décembre 1982 à la p 5.
11. 1 2 3 4  Ministère de la justice et l’Association des avocats du Nouveau-Brunswick, L’aide juridique au Nouveau-Brunswick : une évaluation empirique (rapport), par James C. Hathaway et C. James Richardson, décembre 1982 à la p 6.
12. 1 2  Nouveau-Brunswick (Ministre de la Santé et des Services communautaries) c. G.(J.), [1999] 3 RCS 46,  177 DLR (4e ) 124 au para 17.
13. ↑  Mossman, Mary Jane, « New brunswick (minister of health and community services) v. G. (j.): constitutional requirements for legal representation in child protection matters ». (2000) 12:2 Can J Women & L 490 à la p 492.
14. ↑  Mossman, Mary Jane, « New brunswick (minister of health and community services) v. G. (j.): constitutional requirements for legal representation in child protection matters ». (2000) 12:2 Can J Women & L 490 à la p 502.
15. 1 2 3 4 5 6  Commission des services d’aide juridique du Nouveau-Brunswick (CSAJNB), « Historique », (12 mars 2024), en ligne : <https://www.legalaid-aidejuridique-nb.ca/fr/profil/historique/ >.
16. ↑  Ministère de la justice et l’Association des avocats du Nouveau-Brunswick, L’aide juridique au Nouveau-Brunswick : une évaluation empirique (rapport), par James C. Hathaway et C. James Richardson, décembre 1982 à la p 9.
17. ↑  Patricia Hughes, « New Brunswick's Domestic Legal Aid System: New Brunswick (Minister of Health and Community Services v. J.G.) » (1998) 16 Windsor YB Access Just 240 à la p 240.
18. ↑  Peter Ringrose & Patricia MacCallum, « Public Legal Information Services in New Brunswick » (1980) 4 Can Cmty LJ 18 à la p 18.
19. 1 2 3 4 5 6 7  Peter Ringrose & Patricia MacCallum, « Public Legal Information Services in New Brunswick » (1980) 4 Can Cmty LJ 18 à la p 19.
20. 1 2  Peter Ringrose & Patricia MacCallum, « Public Legal Information Services in New Brunswick » (1980) 4 Can Cmty LJ 18 à la p 20.
21. ↑  University of Toronto Faculty of Law «Pro Bono Students Canada (PBSC) », (12 mars 2024), en ligne: <https://www.law.utoronto.ca/programs-centres/programs/pbsc-pro-bono-students-canada>.
22. 1 2 3  L. A. Henry, « Community Legal Clinics and Clinical Education in the COVID Era: Resilience, Innovation, and Gaps », (2021) 72 UNBLJ 114 à la p 115.
23. ↑  L. A. Henry, « Community Legal Clinics and Clinical Education in the COVID Era: Resilience, Innovation, and Gaps », (2021) 72 UNBLJ 114 à la p 117.